# 竜との舞踏
『竜との舞踏』（りゅうとのぶとう、A Dance with Dragons）は、ジョージ・R・R・マーティン著のファンタジー小説シリーズである『氷と炎の歌』の第5部である。2012年のローカス賞 ファンタジイ長篇部門を受賞している。シリーズ開始当初は三部作の第2部として予定されていたタイトルであったが、2016年現在、本シリーズは７部で完結する予定である。
第4部である 『乱鴉の饗宴』 と合わせて1冊の本になる予定であったが、長大になりすぎたために二つに分けられた。第4部と第5部は時系列で前後半に分けられているのではなく、登場人物や場所によって二つに分けられている。
おもに第4部と本書を原作として、HBOのドラマシリーズ『ゲーム・オブ・スローンズ』の第5、第6シーズンが制作されている。なお、第5シーズン全体の邦題もまた『竜との舞踏』とつけられている。

## あらすじへの手引き
『氷と炎の歌』シリーズは、中世ヨーロッパを思い起こさせるが、魔法が実在し、ひとつの季節が何年も続く架空の世界を舞台とし、混乱の中にある王国の玉座を巡る争いを追いかける。物語には三つの筋がある。ウェスタロス大陸における〈鉄の玉座〉を巡っての内戦、ウェスタロス北部の〈壁〉における極北からの侵略との戦い、そして東の大陸エッソスにおける、ターガリエン家の〈鉄の玉座〉復帰を目指す探求である。『竜との舞踊』は第3部『剣嵐の大地』の出来事に続くものであり、第4部 『乱鴉の饗宴』と並行して起きた出来事を語る。第4部が主にウェスタロス南部での内乱を描くのに対し、第5部『竜との舞踊』は主に〈壁〉における ジョン・スノウ、北部でのシオン・グレイジョイ、エッソスでのデナーリス(デーナリス)・ターガリエンを中心に描く。

## あらすじ
本シリーズの第1部から第3部には岡部宏之による旧版と、酒井昭伸による新訳語を用いた改訂新版が存在し、両版の間では多くの名称の日本語訳が変更されているため、以下においては新訳語を用い、最初に使用された箇所では括弧内に旧訳語を示す。'
ただし第4部以降は新訳語を用いた版しか存在しない
ジョン・スノウは〈野人〉と同盟し、〈冥夜の守り人〉の反発にあう。ブランとアリアはそれぞれ緑視者と暗殺者の訓練を受ける。スタニスはウィンターフェルを攻めるが大雪に阻まれる。デナーリスは征服地の統治に苦しみ、ティリオンは助力しようとする。サーセイは失政を重ねる。

### 〈壁〉
ジョン・スノウは第998代の〈冥夜の守人〉(〈夜警団〉)の総帥(司令官)に選出されるが、〈壁〉の中にも外にも敵がいる。選挙に敗れたジャノス・スリントはジョンを総帥として認めようとしない。反抗は死刑にあたると指摘し、ジョンは命令に従う機会を三度ジャノスに与える。だがジャノスは従わず、ジョンは父親の教えに従って自ら首を落とす。この果断を見て、スタニス(スタンニス)・バラシオンはジョンへの信頼を篤くする。スタニスが南に進軍した後、ブレーヴォスの〈鉄の銀行〉の使節のティコ・ネストリスが着き、負債の支払いを拒否するサーセイを見限ってスタニスを支持するという。ジョンはティコと交渉して食料購入の資金を借りる。マンス・レイダーが実は生存していることが分かり、アリアを救い出すためにウィンターフェルに向かう。
ジョンは〈誓約の兄弟〉(ブラザー)の反対に耳を貸さず、〈野人〉(〈野性人〉)と講和を結ぶ。〈野人〉に〈壁〉の通過を許して定住させ、〈壁〉の防衛を強化するために〈野人〉を守備隊に徴用する。スタニスが〈壁〉に残していった〈紅の祭司〉メリサンドルは多くの幻視をジョンに語り、〈冥夜の守人〉の中に敵がいるために”闇にきらめく短剣”に注意するように何度も言う。アリス・カースタークが〈壁〉に逃げてきてジョンの保護を求める。大叔父のアーノルフがスタニスを裏切ろうとしており、息子のクレガンとの結婚を強制していると語る。ジョンはアリスをゼン族の族長のシゴーンと結婚させ、〈野人〉と北部人の協調を図る。ジョンが〈誓約の兄弟〉達に襲われて幾度も刺された時、メリサンドルの予言は現実のものとなる。ジョンの運命は不明なまま、第5部は終わる。
一方、〈壁〉の遥か北では、ブラン・スタークが〈三つ目の鴉〉を探し求める。ブランの一行は ウェスタロスの原初の居住者であり、魔法を使う〈森の子ら〉(〈森の子供たち〉)の最後の生き残りが住む洞窟にたどりつく。ブランはここで〈最後の緑視者〉と呼ばれる〈三つ目の鴉〉に出会う。〈三つ目の鴉〉はかつて〈王の手〉であり、〈冥夜の守人〉の総帥でもあったブリンデン・リヴァーズであるが、地下で余りにも長くウィアウッドの根に座り続けたため、根がその体の中を貫いてしまっている。〈三つ目の鴉〉は、この洞窟にブランを導き緑視力を訓練するためにブランの夢に現れたのだと言う。ブランの緑視力は強まり、ウィアウッドを通して、過去の父エダード・スタークの姿を見、現在のシオン・グレイジョイと会話をする。

### 狭い海の向こう側

#### 自由都市
父タイウィンを殺した後、ティリオン・ラニスターはヴァリス(ヴェリース)によってひそかにペントスに運び出され、イリリオ・モパティスに匿われる。ヴァリスとイリリオは、死んだはずのプリンス・エイゴン(エーゴン)・ターガリエンを匿っており、いつの日かウェスタロスの正統な王に復帰させるつもりである。エイゴンは、父プリンス・レイガー(レーガー)・ターガリエンの旧友ジョン・コニントンによって養育されている。コニントンはかつて〈王の手〉であったが、〈ロバートの反乱〉を収束させられなかった咎でエイリス(エリス)王に追放されていた。二人はターガリエン家の諸流であるブラックファイア家によって一世紀前に創立された、自由都市で最大かつ最強の傭兵軍である〈黄金兵団〉と連絡を保っている。ティリオンは、征服の実績を挙げなければデナーリスには尊敬されないだろうとエイゴンに助言し、デナーリスの軍とドラゴンの助けなしで七王国に侵攻するよう説得する。
エイゴンとともにエッソスの半ばまで横断したところで、ティリオンはジョラー・モーモントに誘拐されてしまい、ジョラーはティリオンをデナーリスに差し出して許しを願おうとする。旅の途中、ジョフリーの婚儀に出た小人の笑劇団の生き残りのペニーに会う。だが三人の乗る船は難破し、奴隷商人によってユンカイの商人に売り飛ばされる。ミーリーン (ミイリーン)に到着した後、ティリオンは疫病騒ぎに紛れて逃げ出し、傭兵軍団〈次子〉(〈次男部隊〉)に入団して軍団をデナーリス側に寝返らせようとする。
ブレーヴォス (ブラーボス)では、 アリア・スタークが〈顔のない男たち〉として知られる暗殺者のギルドで訓練を受け、薬の影響で一時的に盲目となり聴覚に頼らなければならなくなる。盲目である間、アリアは猫達の目を通して見ることを学ぶ。最初の標的となった商人を首尾よく毒殺した後、アリアは視力を取り戻し、徒弟として正式に組合の一員となる。

#### 奴隷商人湾
エッソスの東の奴隷商人湾において、デナーリス・ターガリエンはミーリーン内外の敵と疫病に苦しむ。三頭のドラゴンたちは成熟しかけて危険になり、デナーリスは渋々ドラゴンを閉じ込めるよう命じるが、ドロゴンは逃れて飛び去る。傭兵隊長ダーリオ・ナハーリスと関係を持つが、暗殺を止めさせ、ユンカイとヴォランティスからの攻撃を避けるために、ミーリーンの高貴なる一族であるヒズダール・ゾ・ロラクと結婚する。避難民の間に疫病が蔓延する中、ヒズダールの強い求めによって、闘技場が再開される。闘技場の貴賓席でデナーリスは毒殺されようとする。ドロゴンが血の匂いに魅かれて闘技場を襲い、デナーリスを乗せて飛び去る。ドロゴンは200人以上を殺した後、デナーリスを乗せてドスラクの海の寝ぐらへ向かう。デナーリスの不在中、バリスタン・セルミーは、デナーリスに忠実な〈穢れなき軍団〉(〈無垢軍団〉)とミーリーン人の助けを得て、デナーリスを毒殺しようとしたヒズダールを権力の座から引きずり下ろす。ドーンのプリンスであるクェンティン・マーテルは世界を横断してデナーリスに求婚しに来たが断られ、絶望のあまりドラゴンを盗み出そうとする。だがクェンティンは火傷を負って死に、残る二頭のドラゴンも逃げだす。デナーリスとドロゴンは、カール・ドロゴを裏切った血縁騎手カール・ジャークォの率いるドスラク人の一団と出会う。
一方、ヴィクタリオン・グレイジョイに率いられた鉄人の艦隊は奴隷商人湾の外の島々の間を通り抜け、ミーリーンに向かっている。嵐で船の半ばを失うが、〈杉の島〉で艦列を整える。ヴィクタリオンは、ミーリーンを包囲中の艦隊を攻撃してデナーリスを救おうと計画する。そしてデナーリスと結婚し、ドラゴンを使って兄のユーロン王を玉座から追い、ウェスタロス本土への無謀な攻撃を止めさせるつもりである。

### 七王国

#### 北部
〈五王の戦い〉は終わりを迎えようとしている。北部では、スタニス(スタンニス)・バラシオン王 が〈壁〉に割拠して、北部人の支持を獲得しようとする。だが、 ラニスター家が、鉄の玉座に忠誠を誓うルース・ボルトンを北部総督に任命し、西海岸の大部分は〈鉄諸島生まれ〉に占領されている。ルース・ボルトンが自らロブ・スタークを〈釁られた婚儀〉(〈血染めの婚儀〉)で殺した後、ボルトン家は〈鉄の玉座〉に忠誠を誓うようになっている。カースターク家の城代アーノルフはボルトン家の本拠であるドレッドフォートを攻めるよう助言する。だがスタニスはジョン・スノウの助言に従って山岳民の加勢を得て、鉄人に占領された〈深林の小丘城〉(ディープウッド・モット)を奪い、アシャ・グレイジョイを捕虜とする。これを喜んだグローバー家とモーモント家はスタニスの軍勢に加わり、軍の規模は四倍になる。
ダヴォス・シーワースがホワイト・ハーバーに着く。長男を人質に取られたワイマン・マンダリー公は、フレイ家の代表の目前でダヴォスを連行し処刑したように装うが、実は丁重に匿う。フレイ家の代表が手紙でサーセイにダヴォスの死を伝えた後、マンダリー家はフレイ家の代表を処刑する。ワイマン公は、北部人たちはボルトン家、フレイ家、そしてラニスター家に、復讐を計画しながら偽りの忠誠を誓っていると言う。そして、〈野人〉のオシャがリコン・スタークを、食人族の住むスカゴス島に連れて行って隠したと言う。リコンを連れ戻すには経験豊かな密輸業者の腕が必要であり、リコンが戻れば、北部人たちはボルトン家に背きスタニスの側に加わるだろうという。
一方、シオン・グレイジョイも死んでいないことが明らかになる。ドレッドフォートの牢に一年以上も囚われており、ラムジー(ラムゼイ)・ボルトンに一部の皮を剥がれ、歯を折られ手足の指を何本も切り取られる拷問を受けている。シオンは正気を失いかけ、ラムジーによって召使リーク(“くさや”)と名乗らされる。ラムジーの父ルース・ボルトンは、自らの軍勢とフレイ家の兵を率いて南からやって来る。要塞ケイリン(モウト・ケイリン)を安全に通り抜けるため、ラムジーはシオンを送り、守備していた鉄諸島人に降伏するよう説得させる。シオンは説得に成功し、ラムジーは降伏者すべての皮をはぐ。ラムジーの花嫁となるアリア・スタークをルースが連れて来た時、シオンはその正体が実はサンサの友のジェイン・プールであることに気づく。ボルトン家も彼女の正体は承知しており、北部支配を正当化するための偽装だと割り切っている。婚儀はウィンターフェルで行われ、花嫁が真にアリアであることを北部人に信じ込ませるため、シオンは介添人を務めさせられる。ラムジーはジェインを性的かつ肉体的に虐待する。
ウィンターフェルでは連続殺人が起こり、フレイ家と他の北部人の間の緊張が高まる。シオンは〈神々の森〉の〈心の木〉の前にひざまずき、許しと生きるための強さを請い、｢シオン｣と呼びかけるブランの声を聞く。 変装したマンス・レイダーと〈槍の妻〉たちが"アリア"を救い出すためシオンに助力を求める。シオンはジェインと共に逃げ出すが、マンスと〈槍の妻〉たちは取り残される。シオンとジェインはスタニスのキャンプで姉のアシャに会うが、ラムジーの拷問で余りに変貌していたため、アシャは弟であることに気づかない。スタニスはウィンターフェルに行軍するが、天候は悪化し雪に阻まれる。

#### 南部
〈七神正教〉に囚われたサーセイは、従兄弟のランセルとの姦通などの軽い罪を認める。だがロバート王を殺したことや子供たちが近親相姦の所産であるなどの重い罪は認めない。否認する罪に関してはいずれ裁判を受けなければならないが、〈七神正教〉はサーセイを保釈する。だが保釈の条件として、サーセイはベーラー大神殿から〈赤い王城〉までを裸で贖罪の行進をしなくてはならない。サーセイは威厳を保とうとするが、戦争に苦しんだキングズランディングの庶民たちは、腐った野菜と侮辱の言葉を投げつける。〈赤い王城〉にたどり着いた時、サーセイは泣きだし、四つん這いとなる。邪悪な元メイスター(マエスター)のクァイバーン(キバン)は”サー・ロバート・ストロング”を作り上げている。2メートル40センチ(8フィート)の巨人は全身を鎧に包み、食事や排泄のためにも決して鎧を脱ぐことなく、グレガー・クレゲインら死体から作られた人造の怪物ではないかと疑われる。沈黙を守るロバート・ストロングは〈王の盾〉に選ばれ、決闘裁判でサーセイの擁護者に予定される。摂政ケヴァン・ラニスターとグランド・メイスター・パイセルは、メイス・タイレルを〈王の手〉に指名し、タイレル家の旗主のランディル・ターリーおよびパクスター・レッドワインをそれぞれ法務大臣と海軍大臣とし、使節をブレーヴォスの〈鉄の銀行〉に送る。
リヴァーランドでは、リヴァーラン城の無血開城の交渉を成功させた後、ジェイミー(ジェイム)・ラニスターが〈使い鴉の木〉城館 (レイブンツリー・ホール)を包囲する自軍の陣営にやって来る。レイブンツリーはかつてロブ・スタークを支持し、いまだにラニスター家に降伏していない、最後のリヴァーランド諸侯ブラックウッド家の本拠地である。ブラックウッド家は有利な講和条件を求めており、ラニスター家に膝を屈して包囲軍を率いる、長年の仇敵のブラッケン家に降伏したくないだけであるため、講和交渉はリヴァーランよりもはるかに容易なものとなる。ジェイミーはブラックウッド家に寛大な講和条件を提案して攻城戦を無血で終わらせ、ロブ・スタークの短命な王国の最後の砦は旗を下ろすことになる。スターク家とラニスター家の戦争は公式には終結したが、リヴァーランドの領土は荒廃し、無法者たちが領土の大半を荒らしている。タースのブライエニー(ブリエンヌ)が陣幕に姿を見せ、サンサ・スタークを見つけたがサンダー・クレゲインによって危険にさらされていると言う。ジェイミーはブライエニーと連れだってサンサの救出に向かう。実際には、サンサは安全にアリンの谷間にあり、サンダーは死亡したと見なされており、第4部ではブライエニーがキャトリン(ケイトリン)・スターク)が甦った〈石の心〉に処刑される寸前の描写がされているため、これは罠であると思われる。
征服の実績を挙げてデナーリスに認められるべきだと言うティリオンの助言に従い、プリンス・エイゴン・ターガリエンとジョン・コニントンは、〈黄金兵団〉とともにストームランドに上陸する。ほとんど抵抗もなく4つの城を手に入れ、次はストームズエンド城に進攻しようとする。
ドーンでは、〈王の盾〉のサー・ベイロン・スワンが、エリア・マーテルと子供達の殺害に対する正義の証として、グレガー・クレゲインの頭蓋骨をドーラン・マーテルに献上する。ドーランは、ミアセラ・バラシオンを婚約者のトリスタンと共にキングズランディングに送ることに同意する。だが家族に向かって、サーセイが待ち伏せしてトリスタンを殺す計画を練っていることを明らかにする。亡き弟オベリンの私生児の娘たちである〈砂蛇〉の年長の三人を呼び、それぞれに使命を与える。オバラはベイロンを連れてミアセラを殺そうとしたジェロルド・デインを追い、ナイメリアは小評議会でドーンを代表し、タイエニー(ティエネ)はベイラー大聖堂に入り込み、総司祭に取り入るよう命じられる。
ケヴァンは小評議会で〈黄金兵団〉のことを話し合った後、パイセルの部屋に向かう。パイセルは殺され、〈知識の城〉からの白い鴉が到着して冬がウェスタロスに到来したことを知らせている。ケヴァンはヴァリスに射られる。サーセイがもたらした災禍を修復してトメン(トンメン)の権力基盤を固めようとする二人が邪魔であると言う。トメンがサーセイの支配下に戻れば、サーセイはケヴァンの死をタイレル家かティリオンのせいにし、七王国は互いに潰しあい、エイゴンは〈鉄の玉座〉に座る準備ができるだろうと言う。

## 視点人物
物語は16人の登場人物に加えて、プロローグとエピローグでそれぞれ一人の人物の視点から描かれる。各章には視点人物の名前あるいはその別称がつけられている。

### 北部
- プロローグ：〈六つの皮をもつ男〉ヴァラミア、〈壁〉の北で生き延びた〈野人〉の〈皮装者〉。
- ジョン・スノウ、第998代の〈冥夜の守人〉の総帥、エダード・スタークの私生児。
- ブラン・スターク、亡くなったロブ・スタークの弟でその正統な世継ぎ。〈壁〉の向こうの古き力を探す。家族からは死んだと信じられる。
- ダヴォス・シーワース、かつての密輸業者で現在は スタニス・バラシオンの〈王の手〉、最近になって文字を学び、ホワイト・ハーバーと盟約を結ぶために送られる。
- シオン・グレイジョイ、〈リーク〉(くさや)、"ウィンターフェル城の公子"、〈返り忠〉、"ウィンターフェルの亡霊"、亡くなった鉄諸島の王ベイロン(バロン)・グレイジョイの死んだと思われていた息子、ラムジー・ボルトンに捕えられて拷問を受け、飢えに苦しみながらもなんとか正気を保つ。
- アシャ・グレイジョイ、”わがままな花嫁”、"王の戦利品"、"供犠"、鉄諸島の王ユーロン・グレイジョイの姪、忠実な者たちと鉄諸島から逃亡中。
- メリサンドル、アッシャイ出身の謎に満ちた〈影使い〉、紅き神ル=ロール(ルラー)の女祭司、スタニスの助言者。

### 東の大陸エッソス
- デナーリス・ターガリエン、第一部の時点の15年前に起こった簒奪まで300年間ウェスタロスを治めたターガリエン家の正統の世継ぎ。ウェスタロスの女王を自称、現在はミーリーンを治める。
- ティリオン・ラニスター、ウェスタロスの王トメン・バラシオンの叔父、親族殺しと王殺しの罪で追われるお尋ね者。最近七王国を逃げ出す。
- クェンティン・マーテル、 "商人"、〈風来〉、"拒絶された求婚者"、"竜を御さんとする者"、 ドーンのプリンスドーラン(ドラン)・マーテルの長男、父の命により東の大陸に旅をする。
- ジョン・コニントン、"流亡の貴族"、"グリフィン再興"、 エイリス・ターガリエン二世のかつての〈王の手〉、プリンス・レイガー・ターガリエンの親友。追放され、死んだと誤って信じられていた。彼が視点人物であることは、本の出版前は秘密にされていた。
- バリスタン・セルミー、"女王の盾"、"解任された騎士"、"王除き"、〈女王の手〉、 かつてのロバート・バラシオン王の〈王の盾〉総帥、デナーリスの〈女王の盾〉の第一の騎士。
- ヴィクタリオン・グレイジョイ、"鉄の求婚者"、鉄水軍の海将、デナーリスを探し、〈鉄諸島生まれ〉の目的に利用するために旅に出る。
- アリア・スターク、"盲の娘"、"醜い女の子"、自由都市ブレーヴォスに隠れ、〈運河の猫〉を名乗り、〈黒と白の館〉の〈顔のない男〉たちによって暗殺者としての訓練を続ける。

### 南部
- アリオ・ホター、"目を光らせる者"、 ドーンのプリンスであるドーラン・マーテルの衛士長。
- サー・ジェイミー・ラニスター、〈王殺し〉、〈王の盾〉の総帥、現在はリヴァーラン周辺の土地を占領中。
- サーセイ・ラニスター、摂政太后(摂政女王)、トメン・バラシオン王の母、現在は塔の牢に囚われの身で、裁判を待つ。
- エピローグ：ケヴァン・ラニスター、兄タイウィン・ラニスターの死後ラニスター家の家長となり、トメン王の摂政。ケヴァンが視点人物であることは、出版まで秘密にされていた。

## 日本語版
- 『竜との舞踏』 (全3巻) 酒井昭伸訳、早川文庫
  - (上巻)　ISBN: 978-4-15-012090-0、2016年9月7日刊行、Kindle版2016年9月15日刊行
  - (中巻)　ISBN: 978-4-15-012094-8、2016年10月8日刊行、Kindle版2016年10月15日刊行
  - (下巻)　ISBN: 978-4-15-012103-7、2016年11月10日刊行、Kindle版2016年11月15日刊行

- 『竜との舞踏』（全3巻） 酒井昭伸訳、早川書房 単行本
  - （1巻)　ISBN: 978-4-15-209405-6、2013年9月20日刊行、Kindle版2013年10月28日刊行
  - （2巻)　ISBN: 978-4-15-209413-1、2013年10月25日刊行、Kindle版2013年11月27日刊行
  - （3巻)　ISBN: 978-4-15-209416-2、2013年11月22日刊行、Kindle版2013年12月24日刊行

## ドラマ
主に本作と第4部『乱鴉の饗宴』に基づいてドラマ『ゲーム・オブ・スローンズ』の第5、第6シーズンが制作されたが、ストーリーラインの差異はさらに広がっており、主に次のような相違点がある。
- ジョン・スノウの〈壁〉の北のハードホームへの遠征が描かれる。
- ダヴォス・シーワースはホワイト・ハーバーへ旅せず、そのストーリーラインも描かれない。
- マンス・レイダーはウィンターフェルに行かずに〈壁〉で処刑され、アリアの身代わりのジェイン・プールも登場しない。代わりにサンサがラムジーと結婚する。
- スタニス、シリーン、セリースが死ぬ。
- ジェイミーがミアセラを救い出すためにブロンとともにドーンに向かい、アリス・オークハートは登場しない。
- ジョン・コニントンおよびエイゴン・ターガリエンは登場せず、そのストーリーラインも描かれない。ジョン・コニントンの代わりにジョラー・モーモントが〈灰鱗病〉にかかる。
- ヴィクタリオンは登場せず、そのストーリーラインは描かれない。
- クェンティンは登場せず、そのストーリーラインは描かれない。
- デナーリスを苦しめるミーリーンの疫病は描かれない。バリスタン・セルミーが〈ハーピーの息子たち〉に殺される。